# Partecipanti alla Parigi-Nizza 2022
Elenco dei partecipanti alla Parigi-Nizza 2022.
La Parigi-Nizza 2022 è stata l'ottantesima edizione della corsa. Alla competizione presero parte ventidue squadre: le diciotto con licenza UCI World Tour 2022 e quattro UCI ProTeam.
Ciascuna delle squadre è composta da sette ciclisti, per un totale di 154 ciclisti accreditati alla partenza.

## Corridori per squadra
Nota: R ritirato, NP non partito, FT fuori tempo, SQ squalificato
| Bora-Hansgrohe                     | Bora-Hansgrohe                     | Bora-Hansgrohe                     | Cofidis               | Cofidis               | Cofidis               | Jumbo-Visma                 | Jumbo-Visma                 | Jumbo-Visma                 |
| ---------------------------------- | ---------------------------------- | ---------------------------------- | --------------------- | --------------------- | --------------------- | --------------------------- | --------------------------- | --------------------------- |
| N°                                 | Ciclista                           | Clas.                              | N°                    | Ciclista              | Clas.                 | N°                          | Ciclista                    | Clas.                       |
| 1                                  | Max Schachmann                     | NP4ª                               | 11                    | Guillaume Martin      | 9°                    | 21                          | Primož Roglič               | 1°                          |
| 2                                  | Sam Bennett                        | R 8ª                               | 12                    | Tom Bohli             | R 5ª                  | 22                          | Rohan Dennis                | R 8ª                        |
| 3                                  | Felix Großschartner                | R 1ª                               | 13                    | Bryan Coquard         | R 8ª                  | 23                          | Steven Kruijswijk           | 26                          |
| 4                                  | Ryan Mullen                        | R 8ª                               | 14                    | Rubén Fernández       | R 6ª                  | 24                          | Christophe Laporte          | R 8ª                        |
| 5                                  | Nils Politt                        | NP5ª                               | 15                    | Simon Geschke         | NP6ª                  | 25                          | Mike Teunissen              | R 7ª                        |
| 6                                  | Danny van Poppel                   | R 8ª                               | 16                    | Ion Izagirre          | 7°                    | 26                          | Wout Van Aert               | 32°                         |
| 7                                  | Aleksandr Vlasov                   | R 8ª                               | 17                    | Max Walscheid         | NP7ª                  | 27                          | N. Van Hooydonck            | R 8ª                        |
| Team Arkéa-Samsic                  | Team Arkéa-Samsic                  | Team Arkéa-Samsic                  | Ineos Grenadiers      | Ineos Grenadiers      | Ineos Grenadiers      | Astana Qazaqstan Team       | Astana Qazaqstan Team       | Astana Qazaqstan Team       |
| N°                                 | Ciclista                           | Clas.                              | N°                    | Ciclista              | Clas.                 | N°                          | Ciclista                    | Clas.                       |
| 31                                 | Nairo Quintana                     | 5°                                 | 41                    | Adam Yates            | 4°                    | 51                          | Samuele Battistella         | R 3ª                        |
| 32                                 | Amaury Capiot                      | NP5ª                               | 42                    | Andrey Amador         | 59°                   | 52                          | Stefan de Bod               | R 7ª                        |
| 33                                 | Nicolas Edet                       | 36°                                | 43                    | Omar Fraile           | 42°                   | 53                          | David de la Cruz            | NP8ª                        |
| 34                                 | Simon Guglielmi                    | 54°                                | 44                    | Ethan Hayter          | 45°                   | 54                          | Evgenij Fëdorov             | NP7ª                        |
| 35                                 | Matis Louvel                       | 56°                                | 45                    | Daniel Martínez       | 3°                    | 55                          | Fabio Felline               | 28°                         |
| 36                                 | Laurent Pichon                     | 40°                                | 46                    | Luke Rowe             | R 8ª                  | 56                          | Dmitrij Gruzdev             | NP6ª                        |
| 37                                 | Connor Swift                       | 43°                                | 47                    | Dylan van Baarle      | 25°                   | 57                          | Jurij Natarov               | R 3ª                        |
| Bahrain Victorious                 | Bahrain Victorious                 | Bahrain Victorious                 | Groupama-FDJ          | Groupama-FDJ          | Groupama-FDJ          | UAE Team Emirates           | UAE Team Emirates           | UAE Team Emirates           |
| N°                                 | Ciclista                           | Clas.                              | N°                    | Ciclista              | Clas.                 | N°                          | Ciclista                    | Clas.                       |
| 61                                 | Sonny Colbrelli                    | NP2ª                               | 71                    | David Gaudu           | NP8ª                  | 81                          | Brandon McNulty             | 12°                         |
| 62                                 | Jack Haig                          | 6°                                 | 72                    | Kevin Geniets         | NP7ª                  | 82                          | Alexys Brunel               | R 5ª                        |
| 63                                 | Gino Mäder                         | NP5ª                               | 73                    | Stefan Küng           | 21°                   | 83                          | Finn Fisher-Black           | 38°                         |
| 64                                 | Domen Novak                        | R 8ª                               | 74                    | Olivier Le Gac        | 48°                   | 84                          | João Almeida                | 8°                          |
| 65                                 | Wout Poels                         | 15°                                | 75                    | Valentin Madouas      | 51°                   | 85                          | Sebastián Molano            | R 8ª                        |
| 66                                 | Luis León Sánchez                  | R 5ª                               | 76                    | Quentin Pacher        | 19°                   | 86                          | Jan Polanc                  | R 6ª                        |
| 67                                 | Fred Wright                        | 30°                                | 77                    | Michael Storer        | NP7ª                  | 87                          | Matteo Trentin              | NP5ª                        |
| AG2R Citroën Team                  | AG2R Citroën Team                  | AG2R Citroën Team                  | Trek-Segafredo        | Trek-Segafredo        | Trek-Segafredo        | Quick-Step Alpha Vinyl Team | Quick-Step Alpha Vinyl Team | Quick-Step Alpha Vinyl Team |
| N°                                 | Ciclista                           | Clas.                              | N°                    | Ciclista              | Clas.                 | N°                          | Ciclista                    | Clas.                       |
| 91                                 | Ben O'Connor                       | NP4ª                               | 101                   | Bauke Mollema         | 18°                   | 111                         | Fabio Jakobsen              | R 6ª                        |
| 92                                 | C. Champoussin                     | NP5ª                               | 102                   | Julien Bernard        | 44°                   | 112                         | Iljo Keisse                 | R 8ª                        |
| 93                                 | Stan Dewulf                        | R 5ª                               | 103                   | Markus Hoelgaard      | NP6ª                  | 113                         | Yves Lampaert               | NP5ª                        |
| 94                                 | Dorian Godon                       | 34°                                | 104                   | Alex Kirsch           | 22°                   | 114                         | Michael Mørkøv              | R 8ª                        |
| 95                                 | Oliver Naesen                      | R 7ª                               | 105                   | Mads Pedersen         | 35°                   | 115                         | Florian Sénéchal            | R 7ª                        |
| 96                                 | Aurélien Paret-Peintre             | 10°                                | 106                   | Jasper Stuyven        | 37°                   | 116                         | Zdeněk Štybar               | NP5ª                        |
| 97                                 | Damien Touzé                       | NP8ª                               | 107                   | Otto Vergaerde        | R 8ª                  | 117                         | Mauri Vansevenant           | 20°                         |
| Team BikeExchange-Jayco            | Team BikeExchange-Jayco            | Team BikeExchange-Jayco            | Movistar Team         | Movistar Team         | Movistar Team         | Team DSM                    | Team DSM                    | Team DSM                    |
| N°                                 | Ciclista                           | Clas.                              | N°                    | Ciclista              | Clas.                 | N°                          | Ciclista                    | Clas.                       |
| 121                                | Simon Yates                        | 2°                                 | 131                   | Matteo Jorgenson      | NP8ª                  | 141                         | Søren Kragh Andersen        | 17°                         |
| 122                                | Luke Durbridge                     | NP6ª                               | 132                   | Imanol Erviti         | 39°                   | 142                         | Cees Bol                    | R 7ª                        |
| 123                                | Dylan Groenewegen                  | NP5ª                               | 133                   | Iván García Cortina   | 46°                   | 143                         | John Degenkolb              | 41°                         |
| 124                                | Lucas Hamilton                     | NP8ª                               | 134                   | Gorka Izagirre        | 29°                   | 144                         | Nico Denz                   | 58°                         |
| 125                                | Luka Mezgec                        | NP8ª                               | 135                   | Johan Jacobs          | NP8ª                  | 145                         | Nils Eekhoff                | R 2ª                        |
| 126                                | Nick Schultz                       | R 8ª                               | 136                   | Gregor Mühlberger     | R 8ª                  | 146                         | Andreas Leknessund          | 11°                         |
| 127                                | Campbell Stewart                   | R 8ª                               | 137                   | Albert Torres         | 52°                   | 147                         | Kevin Vermaerke             | NP5ª                        |
| Lotto Soudal                       | Lotto Soudal                       | Lotto Soudal                       | EF Education-EasyPost | EF Education-EasyPost | EF Education-EasyPost | TotalEnergies               | TotalEnergies               | TotalEnergies               |
| N°                                 | Ciclista                           | Clas.                              | N°                    | Ciclista              | Clas.                 | N°                          | Ciclista                    | Clas.                       |
| 151                                | Philippe Gilbert                   | R 8ª                               | 161                   | Stefan Bissegger      | NP5ª                  | 171                         | Pierre Latour               | 14°                         |
| 152                                | Steff Cras                         | 16°                                | 162                   | Simon Carr            | R 8ª                  | 172                         | Niccolò Bonifazio           | R 8ª                        |
| 153                                | Thomas De Gendt                    | R 8ª                               | 163                   | Owain Doull           | 47°                   | 173                         | Mathieu Burgaudeau          | 31°                         |
| 154                                | Frederik Frison                    | 55°                                | 164                   | Jens Keukeleire       | NP5ª                  | 174                         | Fabien Doubey               | 27°                         |
| 155                                | Sébastien Grignard                 | R 8ª                               | 165                   | Neilson Powless       | NP5ª                  | 175                         | Geoffrey Soupe              | NP7ª                        |
| 156                                | Matthew Holmes                     | NP8ª                               | 166                   | Julius van den Berg   | 53°                   | 176                         | Anthony Turgis              | NP7ª                        |
| 157                                | Harm Vanhoucke                     | R 8ª                               | 167                   | Łukasz Wiśniowski     | R 5ª                  | 177                         | Alexis Vuillermoz           | R 7ª                        |
| Intermarché-Wanty-Gobert Matériaux | Intermarché-Wanty-Gobert Matériaux | Intermarché-Wanty-Gobert Matériaux | Israel-Premier Tech   | Israel-Premier Tech   | Israel-Premier Tech   | Alpecin-Fenix               | Alpecin-Fenix               | Alpecin-Fenix               |
| N°                                 | Ciclista                           | Clas.                              | N°                    | Ciclista              | Clas.                 | N°                          | Ciclista                    | Clas.                       |
| 181                                | Biniam Girmay                      | R 7ª                               | 191                   | Carl Fredrik Hagen    | NP5ª                  | 201                         | Jasper Philipsen            | NP6ª                        |
| 182                                | Dimitri Claeys                     | NP7ª                               | 192                   | Rudy Barbier          | NP2ª                  | 202                         | Tobias Bayer                | 50°                         |
| 183                                | Aimé De Gendt                      | R 6ª                               | 193                   | Guillaume Boivin      | NP3ª                  | 203                         | Silvan Dillier              | 33°                         |
| 184                                | Baptiste Planckaert                | NP6ª                               | 194                   | Hugo Houle            | 13°                   | 204                         | Senne Leysen                | 57°                         |
| 185                                | Rein Taaramäe                      | R 8ª                               | 195                   | James Piccoli         | NP5ª                  | 205                         | Jonas Rickaert              | NP5ª                        |
| 186                                | Loïc Vliegen                       | R 8ª                               | 196                   | Mads Würtz Schmidt    | R 2ª                  | 206                         | Kristian Sbaragli           | NP5ª                        |
| 187                                | Georg Zimmermann                   | 23°                                | 197                   | Tom Van Asbroeck      | NP5ª                  | 207                         | Jay Vine                    | NP5ª                        |
| B&B Hotels-KTM                     |                                    |                                    |                       |                       |                       |                             |                             |                             |
| N°                                 | Ciclista                           | Clas.                              |                       |                       |                       |                             |                             |                             |
| 211                                | Franck Bonnamour                   | 24°                                |                       |                       |                       |                             |                             |                             |
| 212                                | Alexis Gougeard                    | R 8ª                               |                       |                       |                       |                             |                             |                             |
| 213                                | Victor Koretzky                    | 49°                                |                       |                       |                       |                             |                             |                             |
| 214                                | Jérémy Lecroq                      | NP8ª                               |                       |                       |                       |                             |                             |                             |
| 215                                | Cyril Lemoine                      | R 8ª                               |                       |                       |                       |                             |                             |                             |
| 216                                | Luca Mozzato                       | R 8ª                               |                       |                       |                       |                             |                             |                             |
| 217                                | Jordi Warlop                       | R 6ª                               |                       |                       |                       |                             |                             |                             |